# La comedia nueva

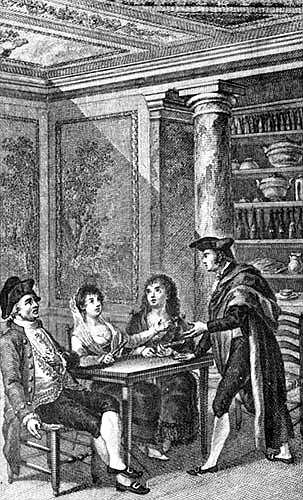
Grabado de una edición de 1825 que representa una escena de La comedia nueva.

La comedia nueva o El café es una comedia satírica en dos actos de Leandro Fernández de Moratín estrenada el 7 de febrero de 1792 en el Teatro del Príncipe de Madrid. Tiene por asunto la crítica del drama heroico de su tiempo y está escrita en prosa, algo excepcional en esta época, y que solo tenía como precedente ilustre El delincuente honrado (1774), comedia lacrimógena de Jovellanos.
Moratín tenía escrita La comedia nueva a fines de 1791 como una breve pieza metateatral cuyo objeto era la crítica del efectista drama histórico contemporáneo. A la vez, la obra promovía la dramaturgia defendida por los ilustrados, que abogaba por el respeto a las tres unidades dramáticas (de acción, espacio y tiempo) y la primacía de los caracteres de los personajes sobre el enredo complicado y los efectos de tramoya en que se basaba el teatro más popular en el siglo XVIII, cultivado por autores como Luciano Comella, quien se sintió aludido como blanco de esta sátira e intentó censurarla. No menor es el ataque contra los críticos pedantes, que aparecen retratados en la persona de Don Hermógenes, al parecer inspirado en un personaje real, el erudito Cristóbal Cladera.

## Argumento
La acción de La comedia nueva es sencilla. En un café —establecimiento novedoso en época de Moratín hijo— cercano al madrileño teatro del Príncipe, un autor teatral novel y su familia departen animadamente media hora antes —según el reloj del pedante don Hermógenes— del estreno de la primera obra de Eleuterio, el joven autor, que acaba de lanzarse a la escritura dramática para solventar sus problemas económicos. La inquietud por la acogida del estreno y las ilusiones acerca de la carrera literaria de Eleuterio les hacen olvidarse del tiempo cuando vuelven a preguntar la hora a don Hermógenes, quien con su respuesta (la misma hora de antes) revela que su reloj está parado. Tras perderse gran parte de la representación, llegan a tiempo de comprobar que la obra es rechazada con estrépito por el público.

## Análisis
La sencilla intriga de La comedia nueva se opone al teatro que triunfaba en los escenarios del siglo XVIII, cuyo éxito se fundamentaba en el desarrollo de una intriga muy compleja y que abundaba en todo tipo de coups de théâtre. En la obra de Moratín, en cambio, el interés dramático se centra en el desarrollo de la caracterización psicológica de los personajes. Así, don Hermógenes, quizá el personaje central —pues no puede señalarse un claro protagonista—, es el motor del conflicto dramático, pues es quien con su perniciosa adulación ha convencido al joven don Eleuterio para iniciar su carrera dramática, esperando con los beneficios obtenidos que Eleuterio le pague sus numerosas deudas. El nuevo dramaturgo ha compuesto la obra El gran cerco de Viena, que se presenta como la parodia del prolífico género del drama histórico-heroico que se representaba en la época, basado en un desmesurado aparato escenográfico, que hacía aparecer sobre las tablas gran cantidad de personajes (habitualmente reyes y príncipes de lejanos países europeos y estrambóticos nombres), cuadros bélicos, ejércitos, caballería y gran cantidad de trucos escénicos y de tramoya, lo que hacía primar el espectáculo visual sobre el textual. De ese modo, y asentado en un rebuscado enredo repleto de anagnórisis, cambios de escenario (y consecuentemente de países y tiempos en la acción dramática) y peripecias sorprendentes, los actores se lucían en la declamación de papeles de tono altisonante.
Con esta obra Moratín pretendió acabar con aquel tipo de espectáculo escénico, y para ello redujo la intriga a una sencilla trama basada en un único motivo, situada en un espacio único (en este caso un café) y sincronizó la duración de la representación con la del tiempo de la acción dramática. En esta comedia importa sobre todo la adecuación y precisión de los diálogos y la naturalidad de estos, revelando, con ellos, el carácter de los personajes que los dicen. Además, redujo el elenco a los agonistas esenciales para el desarrollo de la acción, y utilizó la prosa, algo poco habitual entonces, para hacerles hablar de modo llano y con los registros de la lengua ajustados al habla de los personajes. Leandro Fernández de Moratín, además, fue uno de los primeros autores que supervisaron la dirección escenográfica para que se ajustara a su concepción ilustrada, y consta que así lo pidió y llevó a cabo con motivo de una de las representaciones de La comedia nueva.

## Personajes
La comedia nueva cuenta con un elenco de personajes divididos en dos grupos. Por un lado Eleuterio (el autor) es adulado y animado a componer versos para el teatro, por Hermógenes (un pedante que utiliza el griego para así aclarar los abundantes latines que incluye en su conversación), su esposa y su hermana de dieciséis años, e incluso el incondicional del mundillo teatral Serapio y hasta el camarero, contagiado por la ambiciosa locura de emprender el camino de la fama como autor de comedias.
Al otro lado se sitúan los antagonistas: don Antonio y don Pedro de Aguilar, que representan la cultura, la educación y el espíritu de las luces, y que acaban por revelar la verdad del dudoso mérito dramático del ingenuo don Eleuterio y sus parientes y amigos. He aquí los caracteres de la obra:
- Eleuterio. Joven ingenuo que inicia su carrera como autor dramático sin tener conocimientos teatrales.
- Agustina. Esposa de Eleuterio, ayuda a su marido en la composición de sus versos.
- Mariquita. Hermana de Eleuterio, casadera a quien pretende don Hermógenes.
- Hermógenes. Crítico teatral pedante, al parecer inspirado en un personaje real, el erudito Cristóbal Cladera.
- Pedro de Aguilar. Prototipo de ilustrado: de buena posición social, generoso y de gran honradez. Serio y recto, incapaz de ser hipócrita dice la verdad sobre el escaso mérito literario de El gran cerco de Viena; pero tras el fracaso del estreno, compensa a Eleuterio ofreciéndole trabajo.
- Antonio. Hombre culto, aunque su bondad le impide desengañar a Eleuterio.
- Serapio. Aficionado al teatro. Anima a Eleuterio y concierta los esponsales de Mariquita con Hermógenes.
- Pipí. Camarero. Acaba contagiándose de las fatuas ilusiones de escritor hasta el punto de declarar su intención de comenzar su carrera como dramaturgo.